# Międzynarodowy Komitet Olimpijski

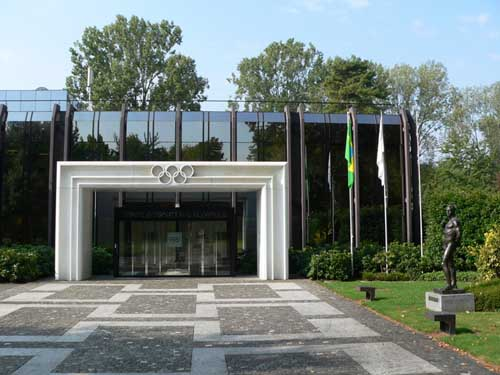
Budynek administracyjny MKOl w Lozannie.

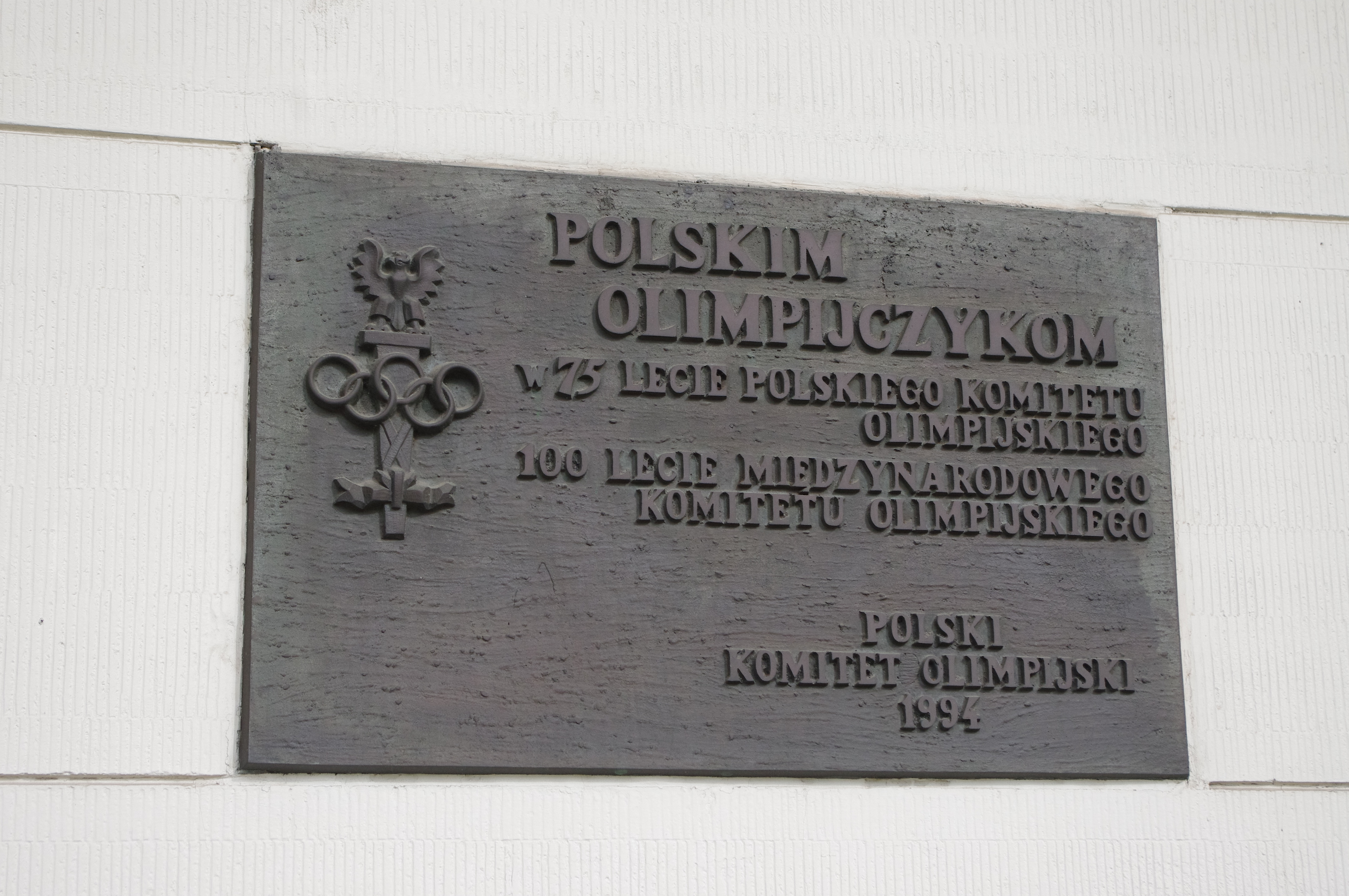
Tablica upamiętniająca PKOl i MKOl na ścianie Bazyliki Najświętszego Serca Jezusowego w Warszawie.

Międzynarodowy Komitet Olimpijski, MKOl (ang. International Olympic Committee, IOC; fr. Comité international olympique, CIO) – międzynarodowa organizacja założona z inicjatywy barona Pierre’a de Coubertina 23 czerwca 1894 r. w Paryżu. Kieruje ruchem olimpijskim organizując co 2 lata igrzyska olimpijskie (na przemian zimowe i letnie). Komitet działa na podstawie Karty Olimpijskiej.
MKOl jest stowarzyszeniem mającym międzynarodową osobowość prawną i status organizacji pozarządowej zrzeszającej 206 narodowych federacji. Stałą siedzibą MKOl jest Lozanna w Szwajcarii. Międzynarodowy Komitet Olimpijski w roku 1913 przyjął dewizę igrzysk olimpijskich: Citius-Altius-Fortius (łac. szybciej, wyżej, silniej). Organizacja ta utrzymuje się głównie ze sprzedaży praw do transmisji telewizyjnych, np. zyski z transmisji według programu na lata 2014-2016 to ok. 4 miliardów dolarów, a sponsorzy to zaledwie 0,6-1 miliarda dolarów. Same rezerwy MKOl to ok. 558 milionów dolarów (wzrost od 31 grudnia 2001 ze 105 milionów dolarów).

## Ruch Olimpijski
MKOl kieruje ruchem olimpijskim, który oprócz niego obejmuje organizacje, sportowców i inne osoby, które zgadzają się postępować zgodnie z Kartą Olimpijską. Celem Ruchu Olimpijskiego jest wkład w budowanie pokoju i lepszego świata poprzez wychowanie młodzieży przez sport uprawiany zgodnie z ideą olimpizmu i jego wartościami. Trzy główne elementy składowe Ruchu Olimpijskiego to:
- Międzynarodowy Komitet Olimpijski („MKOl”),
- Międzynarodowe Federacje Sportowe („MF”),
- Narodowe Komitety Olimpijskie („NKOl”).

Poza tymi trzema głównymi elementami, Ruch Olimpijski obejmuje również Komitety Organizacyjne Igrzysk Olimpijskich („KOIO”), krajowe związki, kluby i osoby należące do Międzynarodowych Federacji i Narodowych Komitetów Olimpijskich, jak również sędziów, trenerów oraz innych działaczy sportowych i personelu technicznego. Obejmuje również inne organizacje i instytucje uznane przez MKOl.

## Członkowie MKOl
Członkowie MKOl są wybierani przez Sesję. Ogólna liczba członków nie może przekraczać liczby 115. Wszyscy członkowie wybierani są na ośmioletnią, odnawialną kadencję. Członkowie MKOl wybrani w latach 1967-1999 pełnią tę funkcję maksymalnie do 80. roku życia, a wybrani po roku 1999 do 70. roku życia. Spośród wybranych członków znajdują się przedstawiciele następujących grup:
- członkowie, których członkostwo nie jest związane z żadną określoną funkcją lub urzędem, ich ogólna liczba nie może przekroczyć 70; może być tylko jeden członek tego rodzaju z danego kraju
- członkowie będący aktywnymi zawodnikami, ich ogólna liczba nie może przekroczyć 15;
- Prezydenci lub osoby pełniące kierownicze rolę wykonawcze w Międzynarodowych Federacjach, stowarzyszeniach Międzynarodowych Federacji lub innych organizacjach uznanych przez MKOl, ich ogólna liczba nie może przekroczyć 15;
- Prezydenci lub osoby pełniące kierownicze rolę wykonawcze w Narodowych Komitetach Olimpijskich, czy też światowych, kontynentalnych stowarzyszeniach Narodowych Komitetów Olimpijskich, ich ogólna liczba członków MKOl nie może przekroczyć 15; w MKOl może być tylko jeden członek tego rodzaju z danego kraju.

MKOl przyjmuje swoich nowych członków na ceremonii, podczas której deklarują wypełniać swoje obowiązki składając następujące przyrzeczenie: „Przyjmując zaszczyt członka Międzynarodowego Komitetu Olimpijskiego i deklarując, że jestem świadomy obowiązków z tego wynikających, zobowiązuję się jak najlepiej służyć Ruchowi Olimpijskiemu; zobowiązuję się szanować/zapewniać poszanowanie dla wszystkich postanowień Karty Olimpijskiej i decyzji Międzynarodowego Komitetu Olimpijskiego, które uznaję za niepodlegające żadnemu kwestionowaniu z mojej strony; zobowiązuję się postępować zgodnie z Kodeksem Etycznym; zobowiązuję się nie poddawać się jakimkolwiek formom wpływów politycznych lub komercyjnych oraz nie ulegać jakimkolwiek uprzedzeniom rasowym lub religijnymi; zobowiązuję się walczyć ze wszystkimi innymi formami dyskryminacji; zobowiązuję się w każdych okolicznościach propagować interesy Międzynarodowego Komitetu Olimpijskiego i Ruchu Olimpijskiego”.

## Dotychczasowi prezydenci MKOl
Na podstawie materiału źródłowego.

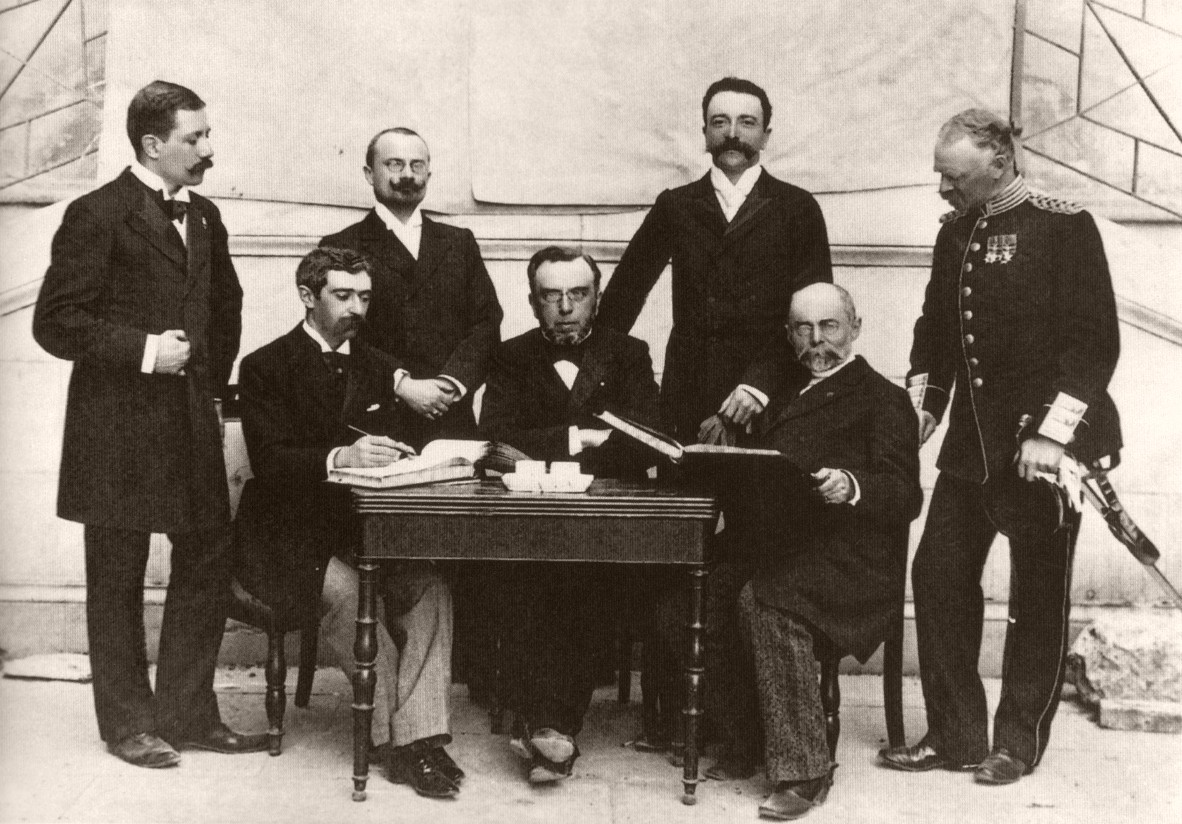
MKOl 1896, na krzesłach od lewej do prawej baron Pierre de Coubertin, Dimitrios Wikielas

- Dimitrios Wikielas (1894–1896)
- Pierre de Coubertin (1896–1925)
- Godefroy de Blonay (p.o., 1916–1919)
- Henri de Baillet-Latour (1925–1942)
- Sigfrid Edström (p.o., 1942–1946)
- Sigfrid Edström (1946–1952)
- Avery Brundage (1952–1972)
- Michael Killanin (1972–1980)
- Juan Antonio Samaranch (1980–2001)
- Jacques Rogge (2001–2013)
- Thomas Bach (2013-2025)
- Kirsty Coventry (od 2025)

## Polscy członkowie MKOl
1. Stefan Lubomirski (1921–1922)
2. Kazimierz Lubomirski (1922–1930)
3. Ignacy Matuszewski (1928–1946)
4. Stanisław Rouppert (1931–1945)
5. Jerzy Loth (1948–1961)
6. Włodzimierz Reczek (1960–1997)
7. Irena Szewińska (1998–2018)
8. Maja Włoszczowska (2021–obecnie)

## Reprezentacje
Lista narodowych komitetów olimpijskich, zrzeszonych w MKOl

### A
- Afganistan od 1936 roku
- Albania od 1959 roku
- Algieria od 1964 roku
- Andora od 1975 roku
- Angola od 1980 roku
- Antigua i Barbuda od 1 listopada 1981 roku[c]
- Arabia Saudyjska od 1965 roku
- Argentyna od 1923 roku
- Armenia od 1993 roku
- Aruba od 1986 roku
- Australia od 1895 roku
- Austria od 21 października 1919 roku[d]
- Azerbejdżan od 1993 roku

### B
- Bahamy od 10 lipca 1973 roku[e]
- Bahrajn od 1979 roku
- Bangladesz od 1980 roku
- Barbados od 1955 roku[f]
- Belgia od 1906 roku
- Belize od 1967 roku
- Benin od 1962 roku
- Bermudy od 1936 roku
- Bhutan od 1983 roku
- Białoruś od 1993 roku
- Boliwia od 1936 roku
- Bośnia i Hercegowina od 1993 roku
- Botswana od 1980 roku
- Brazylia od 1935 roku
- Brunei Darussalam od 1984 roku
- Brytyjskie Wyspy Dziewicze od 1982 roku
- Bułgaria od 1924 roku
- Burkina Faso od 1972 roku
- Burundi od 1993 roku

### C
- Chile od 1934 roku
- ChRL od 1979 roku
- Chorwacja od 1993 roku
- Cypr od 1978 roku
- Czad od 1964 roku
- Czarnogóra od 2007 roku
- Czechy od 1993 roku

### D
- Dania od 1905 roku
- Demokratyczna Republika Konga od 1968 roku
- Dominika od 1993 roku
- Dominikana od 1954 roku
- Dżibuti od 1984 roku

### E
- Egipt od 1910 roku
- Ekwador od 1959 roku
- Erytrea od 1999 roku
- Estonia od 1991 roku
- Eswatini od 1972 roku
- Etiopia od 1954 roku

### F
- Fidżi od 1955 roku
- Filipiny od 1929 roku
- Finlandia od 1907 roku
- Francja od 1894 roku

### G
- Gabon od 1968 roku
- Gambia od 1976 roku
- Ghana od 1952 roku
- Grecja od 1895 roku
- Grenada od 1984 roku
- Gruzja od 1993 roku
- Guam od 1986 roku
- Gujana od 1948 roku
- Gwatemala od 1947 roku
- Gwinea od 1965 roku
- Gwinea Bissau od 1995 roku
- Gwinea Równikowa od 1984 roku

### H
- Haiti od 1924 roku
- Hiszpania od 1912 roku
- Holandia od 1912 roku
- Honduras od 1956 roku
- Hongkong od 1951 roku

### I
- Indie od 1927 roku
- Indonezja od 1952 roku
- Irak od 1948 roku
- Iran od 1947 roku
- Irlandia od 1922 roku
- Islandia od 1935 roku
- Izrael od 1952 roku

### J
- Jamajka od 1936 roku
- Japonia od 1912 roku
- Jemen od 1981 roku
- Jordania od 1963 roku

### K
- Kajmany od 1976 roku
- Kambodża od 1995 roku
- Kamerun od 1963 roku
- Kanada od 1907 roku
- Katar od 1980 roku
- Kazachstan od 1993 roku
- Kenia od 1955 roku
- Kirgistan od 1993 roku
- Kiribati od 2003 roku
- Kolumbia od 1948 roku
- Komory od 1993 roku
- Kongo od 1964 roku
- Korea Południowa od 1947 roku
- Korea Północna od 1957 roku
- Kosowo od 2014 roku
- Kostaryka od 1936 roku
- Kuba od 1954 roku
- Kuwejt od 1966 roku

### L
- Laos od 1979 roku
- Lesotho od 1972 roku
- Liban od 1948 roku
- Liberia od 1955 roku
- Libia od 1963 roku
- Liechtenstein od 1935 roku
- Litwa od 1991 roku
- Luksemburg od 1912 roku

### Ł
- Łotwa od 1991 roku

### M
- Macedonia Północna od 1993 roku
- Madagaskar od 1964 roku
- Malawi od 1968 roku
- Malediwy od 1985 roku
- Malezja od 1954 roku
- Mali od 1963 roku
- Malta od 1936 roku
- Maroko od 1959 roku
- Mauretania od 1979 roku
- Mauritius od 1972 roku
- Meksyk od 1923 roku
- Mikronezja od 1997 roku
- Mjanma od 1947 roku
- Mołdawia od 1993 roku
- Monako od 1953 roku
- Mongolia od 1962 roku
- Mozambik od 1979 roku

### N
- Namibia od 1991 roku
- Nauru od 1994 roku
- Nepal od 1963 roku
- Niemcy od 1895 roku
- Niger od 1964 roku
- Nigeria od 1951 roku
- Nikaragua od 1959 roku
- Norwegia od 1900 roku
- Nowa Zelandia od 1919 roku

### O
- Oman od 1982 roku

### P
- Pakistan od 1948 roku
- Palau od 1999 roku
- Palestyna od ? roku
- Panama od 1947 roku
- Papua-Nowa Gwinea od 1974 roku
- Paragwaj od 1970 roku
- Peru od 1936 roku
- Polska od 1919 roku
- Południowa Afryka od 1991 roku
- Portugalia od 1909 roku
- Portoryko od 1948 roku

### R
- Republika Środkowoafrykańska od 1965 roku
- Republika Zielonego Przylądka / Wyspy Zielonego Przylądka od 1993 roku
- Rosja od 1993 roku
- Rumunia od 1914 roku
- Rwanda od 1984 roku

### S
- Saint Kitts i Nevis od 1993 roku
- Saint Lucia od 1993 roku
- Saint Vincent i Grenadyny od 1987 roku
- Salwador od 1962 roku
- Samoa od 1983 roku
- Samoa Amerykańskie od 1987 roku
- San Marino od 1959 roku
- Senegal od 1963 roku
- Serbia od 1912 roku
- Seszele od 1979 roku
- Sierra Leone od 1964 roku
- Singapur od 1948 roku
- Słowacja od 1993 roku
- Słowenia od 1993 roku
- Somalia od 1972 roku
- Sri Lanka od 1937 roku
- Sudan od 1959 roku
- Sudan Południowy od 2015 roku
- Surinam od 1959 roku
- Stany Zjednoczone od 1894 roku
- Syria od 1948 roku
- Szwecja od 1913 roku
- Szwajcaria od 1912 roku

### T
- Tadżykistan od 1993 roku
- Tajlandia od 1950 roku
- Chińskie Tajpej od 1960 roku
- Tanzania od 1968 roku
- Timor Wschodni od 2003 roku
- Togo od 1965 roku
- Tonga od 1984 roku
- Trynidad i Tobago od 1948 roku
- Tunezja od 1957 roku
- Turcja od 1911 roku
- Turkmenistan od 1993 roku
- Tuvalu od 2007 roku

### U
- Uganda od 1956 roku
- Ukraina od 1993 roku
- Urugwaj od 1923 roku
- Uzbekistan od 1993 roku

### V
- Vanuatu od 1987 roku

### W
- Wenezuela od 1935 roku
- Węgry od 1895 roku
- Wielka Brytania od 1905 roku
- Wietnam od 1979 roku
- Włochy od 1915 roku
- Wybrzeże Kości Słoniowej od 1963 roku
- Wyspy Cooka od 1986 roku
- Wyspy Dziewicze Stanów Zjednoczonych od 1967 roku
- Wyspy Marshalla od 2006 roku
- Wyspy Salomona od 1983 roku
- Wyspy Świętego Tomasza i Książęca od 1993 roku

### Z
- Zambia od 1964 roku
- Zimbabwe od 1980 roku
- Zjednoczone Emiraty Arabskie od 1980 roku